# Соуэто

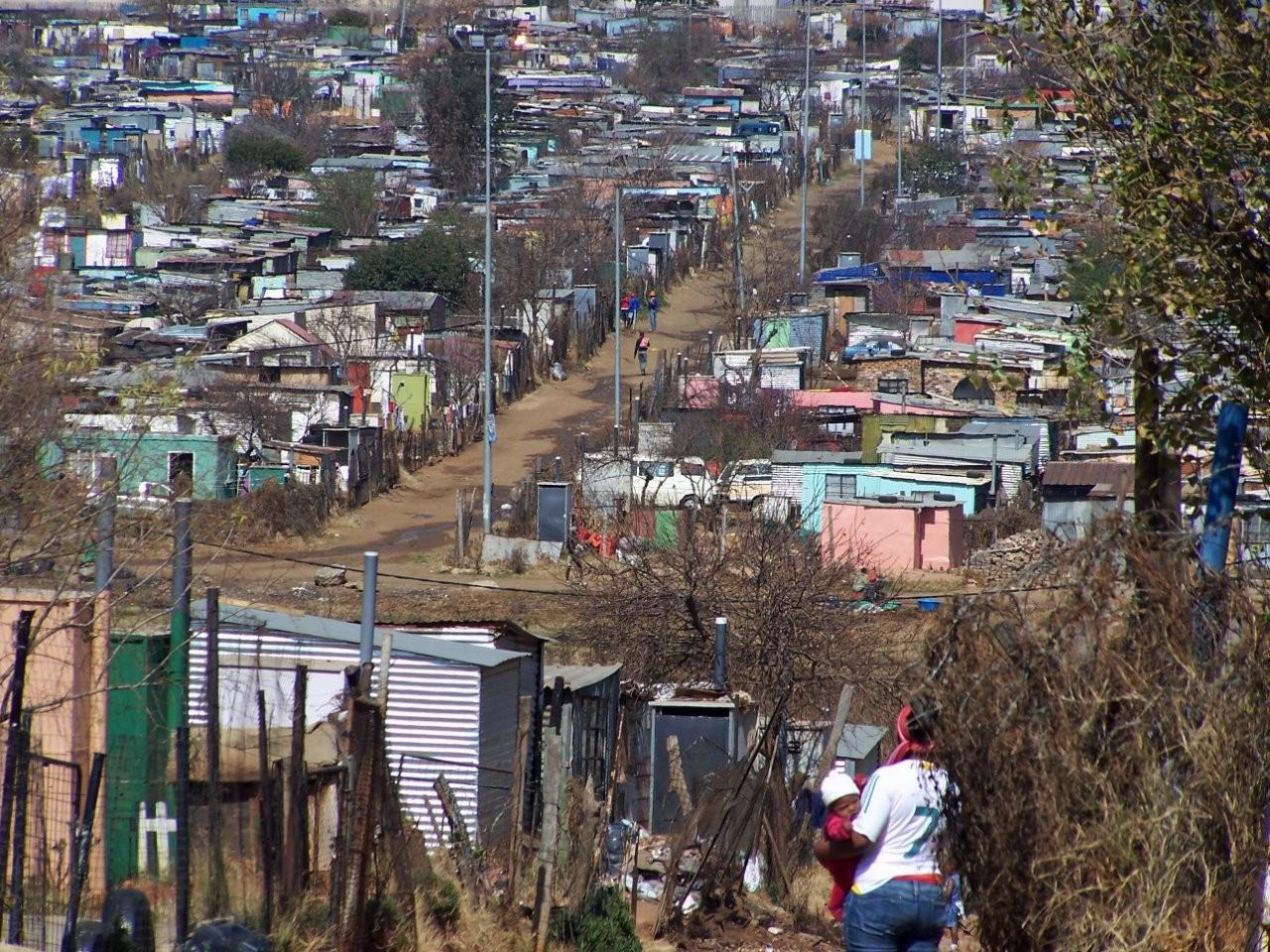
Трущобы в Соуэто, 2009 год.

Соуэ́то, Соуето (англ. Soweto, аббревиатура от South Western Townships, «юго-западные тауншипы») — группа тауншипов/поселений на юго-западной окраине Йоханнесбурга. Во времена апартеида — место для проживания африканского населения. Основное строительство в Соуэто, создававшемся на месте прежних разрозненных поселков (Пимвил, Орландо), шло в 1950—1960-х годах. В него были переселены жители посёлков западной части Йоханнесбурга. В 2002 году Соуэто вошёл в состав Йоханнесбурга.

## География и демография
Площадь — 200,03 км². Население 1 271 628 на 2011 год.
Свыше 98 % населения составляют чернокожие. Несмотря на то, что официально они считаются носителями языков зулу и сесото, в бытовом общении эти два языка вытеснил искамто (устаревшее название «цоциталь») — креольский язык криминального происхождения. Такая языковая ситуация является уникальной для Соуэто и ряда других тауншипов Гаутенга.

## История
Независимо от социального и экономического положения все жители Соуэто подвергались расовой дискриминации и строгому контролю со стороны властей и полиции. В 1973 году Соуэто был изъят из-под контроля муниципалитета Йоханнесбурга и передан в ведение правительственного органа — Административного бюро Вестранда с обширным аппаратом белых чиновников и полиции. Имелся также марионеточный орган местного самоуправления — «городской совет», которому противостояла неофициальная оппозиционная «Гражданская ассоциация» («Комитет десяти») с сетью поселковых ассоциаций. Уровень жизни в Соуэто несколько выше, чем в среднем по стране, однако большинство жителей живут ниже официального уровня бедности. Высок уровень безработицы. Смертность среди африканского населения в 3 раза превышает таковую среди белого населения Йоханнесбурга.

## Восстание
После расстрела демонстрации учащихся (1976), протестовавших против введения обучения на языке африкаанс, началось восстание против всей системы апартеида и господства белого населения, охватившее практически все слои населения Соуэто и поддержанное в других районах и городах ЮАР. Кульминацией восстания были всеобщие политические забастовки в августе-ноябре 1976. Только по официальным (заниженным) данным, с 16 июня 1976 по 28 февраля 1977 года в ходе восстания погибло в результате полицейских расстрелов 575 человек, арестовано около 6 тысяч человек. Восстание стало началом нового этапа освободительной борьбы, возглавляемой АНК.